# Chronik eines angekündigten Todes (Film)
Chronik eines angekündigten Todes ist ein Film aus dem Jahr 1987. Er basiert auf dem gleichnamigen Roman des kolumbianischen Schriftstellers Gabriel García Márquez.

## Handlung
Cristóbal Bedoya, der auch „Cristo“ genannt wird, ist Mediziner. Er kehrt nach 27 Jahren in seine Heimatstadt, eine kleine kolumbianische Stadt an den Ufern des Magdalena-Flusses, zurück.
Sein bester Freund Santiago Nasar wurde dort vor 30 Jahren ermordet. Er spricht mit Zeugen der damaligen Zeit und die Handlung springt dreißig Jahre zurück. Ein junger, gut aussehender und reicher Fremder, Bayardo San Román, zieht in die Stadt. Man weiß wenig über ihn und die Quelle seines Reichtums. Bayardo wirft einen Blick auf die bildschöne Ángela Vicario und beschließt sofort, sie zu heiraten.
Ángela interessiert sich nicht für seine Avancen und Geschenke. Als sie ihm mitteilt, die Villa des Witwers Xius' sei ihr Lieblingshaus im Ort, kauft er dieses prompt. Ángela will sich trotzdem nicht kaufen lassen, aber ihre Mutter bedrängt sie und sagt ihr, auch die Liebe könne man lernen. Ángela wird zur Hochzeit gedrängt und feiert ein rauschendes Fest.
In der Hochzeitsnacht entdeckt Bayardo, dass Ángela keine Jungfrau mehr ist, und gerät in Wut. Er bringt sie zu den Eltern zurück. Die Mutter prügelt Ángela, bis diese den Namen des Mannes nennt, der mit ihr geschlafen hat: Santiago Nasar. Die ungeschriebenen Gesetze der Gesellschaft verlangen von den Zwillingsbrüdern Ángelas, Nasar umzubringen.
Die Brüder Pablo und Pedro Vicario wollen Santiago eigentlich nicht töten, aber die Sitten zwingen sie dazu. Der Mord soll an dem Tag, an dem der Bischof den Ort besucht, geschehen. Jeder im Ort weiß, dass die Brüder den Mord planen. Beide warten im Laden von Clotilde Armenta, die den beiden Rum zu trinken gibt, um sie betrunken zu machen und so von der Tat abzuhalten. Niemand warnt Santiago, schließlich ist der Ort dreigespalten: Manche glauben, die Brüder würden scherzen, andere glauben, sie machten ernst und man müsste sie stoppen, und die Polizei verhält sich untätig.
Flora, Santiagos Freundin, ist aufgeregt und entsetzt, als sie von den Anschuldigungen und Drohungen hört. Sie macht Santiago Vorwürfe und schreit, er verdiene, was mit ihm geschehe.
Santiago wird schließlich auf dem Hauptplatz erstochen.
Der Vorwurf wird nie bewiesen, Santiago und Ángela waren nie zusammen gesehen worden. Angela bleibt jedoch auch 27 Jahre nach dem Mord bei ihrer Version. Sie hatte sich nach der Hochzeitsnacht in Bayardo verliebt und ihm jahrzehntelang Liebesbriefe geschrieben, die er jedoch nie beantwortete. Dreißig Jahre nach der Tat taucht er bei ihr auf und es bleibt offen, ob beide ein Paar werden.

## Kritik
- film-dienst: Die Romanverfilmung ist mehr an den Unterhaltungsqualitäten im Sinne eines Hollywood-Melodrams interessiert als an der Auseinandersetzung mit den komplexen Problemen gewalttätiger Moral oder bornierter Rechtgläubigkeit.[1]

## Weitere Adaption
Der Roman fand auch in der chinesischen Adaption Ein blutroter Morgen (1990) den Weg auf die Leinwand.

## Weblink
- Chronik eines angekündigten Todes bei IMDb